# Serafín Avendaño Martínez
Serafín Avendaño Martínez (Vigo, 12 ottobre 1838 – Valladolid, 23 agosto 1916) è stato un pittore spagnolo, esempio del preimpressionismo nella pittura galega.

## Biografia
Serafín Ancora molto giovane si trasferì con la famiglia da Vigo a Madrid, dove ricevette le prime lezioni di arte alla Real Academia de Bellas Artes de San Fernando da Antonio Maria Esquivel e Jenaro Pérez Villaamil. Nel 1858 vinse la medaglia d'argento alla Esposizione galiziana per il l'acquarello dal titolo "A miña tristura" (La mia tristezza). 
Nonostante sia stato inizialmente influenzato dallo stile del pittore paesaggista italo-belga Carlos de Haes, in seguito si spostò verso una gamma di colori più brillanti.
Si recò poi a Ginevra dal Calame e qui acquisì una tecnica paesaggista di notevole qualità. Nel 1866 si trasferì a Genova, dove rimase per circa trent'anni. Fece parte della Scuola di Rivara ed ebbe contatti con la Scuola grigia. Nel 1896 tornò nella sua terra d'origine.